# La Vie de Roni
Albums de Heuss l'Enfoiré
Chef d'orchestre
(2023)
La Vie de Roni est le troisième album studio du rappeur français Heuss l'Enfoiré sorti le 14 juin 2024.

## Genèse
Le 16 mai 2024, Heuss l'Enfoiré annonce son nouvel album dans un trailer sur YouTube avec le footballeur international brésilien Ronaldinho.

## Liste des titres
| 1.    | Kim Il-sung              | BBP                                         | 2:40 |
| 2.    | Yes We Can               | Dany Synthé                                 | 2:34 |
| 3.    | Mélanine (feat. Werenoi) | Zeg P, Seezy, Zbar                          | 3:02 |
| 4.    | LVDR                     | Voluptyk                                    | 2:37 |
| 5.    | Shayo (feat. KeBlack)    | Zak Cosmos, Sinay Prod, Chico               | 2:41 |
| 6.    | Medellín                 | Dave, Blatt, Zack Prod                      | 2:41 |
| 7.    | Mitterrand               | Seezy, Zeg P, Maesic, LeClair               | 2:49 |
| 8.    | Culiacán (feat. Maes)    | Ambitiou$, Asieux, Nineteen                 | 2:45 |
| 9.    | La Raclure               | Djel, Belhadj                               | 3:02 |
| 10.   | Empire                   | LeClair, Maesic, Seezy, Zeg P               | 2:08 |
| 11.   | Life (feat. Leto)        | Franguy, Sinay Prod, Joa, Sousa on the beat | 2:33 |
| 12.   | Sur les champs           | Voluptyk, Sinay Prod, Blatt                 | 2:39 |
| 32:11 |                          |                                             |      |

## Titres certifiés en France
- Mélanine (feat. Werenoi) Diamant[2]

## Clips vidéos
- Mélanine (feat. Werenoi) : 3 mai 2024
- La Raclure : 6 juin 2024
- Shayo (feat. KeBlack) : 12 juillet 2024

## Accueil commercial
En une semaine, l'album s'écoule à 8 432 exemplaires. À titre de comparaison, son précédent album Chef d'orchestre s'était écoulé à 5 366 exemplaires en une semaine.

## Classements

### Classements hebdomadaires
| Classements (2024)           | Meilleure position |
| ---------------------------- | ------------------ |
| France (SNEP)                | 4                  |
| Belgique (Wallonie Ultratop) | 17                 |